# Museo de Antonio Marco
El museo de Antonio Marco. Museo Belén y Casitas de Muñecas sito en el municipio de Guadalest (Provincia de Alicante, España), es un museo de maquetas de casas e iglesias construidas con elementos naturales. 
Destaca una Ciudad - Belén gigante ambientada a principios de este siglo.